# Revista Companya
Companya. La Revista de la Dona (1937-1938) va ser una publicació editada per la Unió de Dones de Catalunya (UDC), agrupació política creada el 1934. La revista va tenir una vida breu i irregular, entre 1937 i 1938, ja que només en van poder aparèixer divuit números. Aquesta publicació va ser creada per a propagar les idees i accions de la UDC. Considerada revista obrera, Companya es caracteritzava per un fort component ideològic, sentimental i simbòlic. Però, en realitat, anava adreçada a la dona urbana de classe mitjana i estava al servei del somni col·lectiu de les dones republicanes: aconseguir una societat lliure i més igualitària.

## Història
Companya va ser la revista portaveu de la Unió de Dones de Catalunya –UDC-, una organització nascuda el 1934 i integrada dins l'Agrupación de Mujeres Antifascistas amb l'objectiu de crear una aliança que aglutinés totes les dones republicanes per a la defensa de la República i que aplegava les dones d'Esquerra Republicana de Catalunya, les comunistes i les socialistes. A conseqüència dels fets del sis d'octubre de 1934, la UDC passà a la clandestinitat fins a la victòria electoral del Front Popular, el febrer de 1936, però amb el Cop d'Estat del 18 de juliol del mateix any es va dissoldre. L'organització ressorgí el 1937 gràcies a la participació de dones de diferents tendències polítiques, sent les del PSUC les que exerciren major influència en aquesta etapa; en aquest segon període la UDC arribà a tenir més de 30.000 afiliades.
Només nou dies després de l'aparició de Companya, el diari La Vanguardia publicava una ressenya dedicada a aquesta publicació: "es una bella revista, no inspirada en un feminismo cerrado, egoísta y vindicativo, sino bien al contrario, basado en un loable y fecundo espíritu de superación femenina y colaboración humana".
La revista Companya, en tant que fòrum d'expressió de la veu de les dones durant la guerra civil, es va fer ressò del Primer Congrés Nacional de la Dona, celebrat el 1937, les conclusions del qual van guiar l'actuació de la UDC. Les pàgines de Companya van ressenyar també el Congrés del Comitè Mundial de Dones contra la guerra i el feixisme que se celebrà a París i la Conferència Nacional de la Dona Jove celebrada a Barcelona.
Companya, que es definia com la revista de la dona catalana antifeixista, realment anava dirigida no a totes les dones antifeixistes, sinó a les dones urbanes treballadores amb un mínim de formació i de benestar econòmic. Tots els anuncis publicats a la revista eren de cosmètics, roba i objectes per a la llar i, d'aquest fet, podem deduir que les lectores i compradores de Companya disposaven de diners per adquirir uns productes que no eren de primera necessitat.
El cert és que la revista Companya va participar en l'intent de crear una societat més igualitària, va contribuir a donar a les dones la visibilitat social que els havia estat negada i va participar en la millora de l'educació femenina. Des de les pàgines de Companya es defensava que les dones fossin emancipades cultural i econòmicament però lligades a la família; dones a les quals la guerra obligava a encarregar-se de la rereguarda. 

## Periodicitat i distribució de la revista
El número u de Companya va sortir al carrer l'11 de març de 1937 i va ser el primer de divuit; la revista es va publicar fins al 8 de març de 1938. La seva periodicitat va ser quinzenal fins al 29 de gener de 1938 per passar, a partir d'aquesta data, a ser publicada setmanalment.
Amb la seu a l'Hotel Colon de la plaça de Catalunya de Barcelona, la revista, que era publicada per la Societat General de Publicacions, arribava a diferents poblacions de Catalunya: Artesa de Segre, Badalona, Caldes de Montbui, Cambrils, Canet de Mar, Lleida, Manlleu, Montblanc, La Ràpita dels Alfacs (Sant Carles de la Ràpita), Sabadell, Tortosa, Ulldemolins i Vilanova i la Geltrú.

## Característiques tècniques i estil
La revista tenia setze pàgines de 28 per 21 centímetres, algunes de les quals eren en color. S'hi publicaven fotografies, muntatges fotogràfics i il·lustracions que servien per mostrar els efectes de la guerra i les activitats del govern republicà. La imatge més important de cada exemplar era la de la portada i les portades de Companya es pensaven per despertar sentiments: a partir de diferents imatges sobreposades i una breu frase animaven les dones a actuar. La primera portada de Companya es va il·lustrar amb la imatge d'un soldat abraçat per una noia com a imatge principal i una filera de soldats, avions i tancs com a imatges menors i situades a la part inferior de la portada. La primera frase escollida per les redactores va ser: «Tornaré portant-te la llibertat a la punta de la baioneta». En aquell primer número encara no s'hi va publicar cap espai publicitari.
Quant al llenguatge emprat per les redactores era emotiu, acolorit i, a vegades, poètic. Tant en la imatge com en el text "resaltaba la nota popular y culta, el aliento de libertad, de consciencia, la vibración antifascista y la gracia femenina".  

## Seccions i continguts
En els divuit números de la revista Companya es van publicar diverses seccions i totes d'aparició irregular. Són les següents: "Noticiari dels pobles", "Col·laboració espontània de les obreres", "Racó dels nens", "Coses de la llar", "Us parla el metge", "Correu de Companya", "Les amigues de Companya", "Secció vols saber qui ets?", "Noticiari estudiantil", "Parlem un xic de vestits?", "Llar i modes", "Preguntes i respostes", "Noticiari de la Unió de Dones de Catalunya", "Còmic Merceneta", "Editorial", "Grafologia" i "Actualitats". Publicava, a més, col·laboracions que no formaven part de cap secció: articles informatius, contes i relats, i reportatges sobre cinema internacional.
Sobre els continguts que podem trobar a la revista Companya hi apareixen des de models socials a seguir fins a relats literaris, notícies relacionades amb la guerra o actuacions que afavorien la formació i la incorporació laboral de les dones.
Companya oferia exemples de com havien d'actuar les dones, així a les seves pàgines exposava com vivien les dones d'altres cultures i com havien afrontat la guerra les dones al llarg de la història. Una altra temàtica habitual eren els relats literaris que tenien com a protagonista alguna noia valenta que vencia totes les dificultats. Algunes d'aquestes històries tenien continuïtat en el número següent, l'autoria anava a càrrec d'escriptores com Aurora Bertrana, Mercè Rodoreda, o Anna Murià que, posteriorment, obtindrien el reconeixement. Però a les pàgines de Companya també hi podien escriure les lectores participant en el concurs de novel·les curtes que va convocar i sembla que sense autora guanyadora. Les bases del concurs establien que l'assumpte de la novel·la s'havia de desenvolupar en el context de guerra i revolució del moment, l'autoria havia de ser d'una dona i el text, inèdit i escrit en català. Una secció important va ser la sinopsi de pel·lícules soviètiques, en un moment en què el cinema estava esdevenint un art de masses i exercia una gran influència sobre les lectores.
Els altres temes recurrents eren les informacions relatives als esdeveniments relacionats amb la guerra, les iniciatives impulsades pel govern de la República per a modernitzar el país i, en menor mesura, les qüestions nacionalistes. Es posava especial interès en les propostes governamentals relacionades amb les dones, ja que algunes d'aquestes actuacions afavorien la formació i la posterior incorporació al mercat laboral de moltes dones. D'aquesta manera es van dur a terme diferents activitats per a la capacitació laboral i, en moltes fàbriques i tallers, es van impartir cursos pràctics acompanyats d'hores de formació teòrica. I altres accions que van afavorir la incorporació de les dones al mercat laboral van ser la creació de guarderies, centres per a infants amb deficiències, residències, colònies i granges escola. Amb una formació adequada i sense càrregues familiars les dones podien demostrar les seves capacitats i ocupar posicions de responsabilitat.  
A les pàgines de Companya també s'hi troben mancances. Les redactores van obviar els temes religiosos, artístics i científics que haurien pogut provocar divergències i van concentrar els seus esforços en els temes que afectaven directament totes les lectores reforçant els llaços d'unió entre elles. Les redactores de Companya es van trobar amb molts límits que contraposaven els ideals i les intencions amb els fets i les realitats.

## Col·laboradores de la revista
Dirigida per Elisa Úriz Pi - condeixebla d'Aurora Bertrana a l'Institut Dalcroze on havien estudiat música, l'equip de redacció de la revista Companya va estar format només per dones entre les quals hem d'esmentar Maria Lluïsa Bargés, Lena Imbert, Eloïna R. Malasechevarría i Montserrat Martínez i, entre les col·laboradores, Maria Lluïsa Algarra, Maria Baldó de Torres, Maria Dolors Bargalló, Aurora Bertrana -que passaria a formar part de l'equip de redactores-, Concepció Catasús, Carmen Conde, Candelària Escolà, Matilde Huici, Carme Montoriol, Anna Murià, Margarita Nelken, Dolores Ibárruri «Pasionaria», Francesca Prat, Maria Pi de Folch, Mercè Rodoreda, Isolina Viladot i Maria Teresa Vernet.
Eren dones que tenien en comú la seva pertinença a grups femenins com la Unió de Dones Antifeixistes, la Unió de Dones de Catalunya o el Club Femení i d'Esports de Barcelona; entre les accions que havien protagonitzat algunes d'aquestes dones la redacció del text “Manifest a les dones” signat per Aurora Bertrana i la periodista Isolina Viladot i Maria Pi, entre d'altres. Aquest Manifest havia estat l'origen del Lyceum Club de Barcelona, entitat creada amb la finalitat de promoure la culturització de la dona i que, presidida per Aurora Bertrana el 1931 i per Carme Montoriol, el 1932, comptà també amb la participació de Maria Baldó i Isolina Viladot.
Maria Dolors Bargalló, presidenta de la UDC, i Anna Murià havien recollit signatures a favor del vot de les dones i, posteriorment, juntament amb Maria Baldó, serien membres d'ERC; a Companya també hi van col·laborar dones que havien escrit en els mitjans de comunicació del moment posicionant-se a favor del sufragi femení, és el cas d'Isolina Viladot.